# عبد الله أحمد (ممثل سعودي)
عبد الله أحمد ممثل سعودي، خريج قانون من جامعة الملك سعود، بدايته كممثل في مسلسل 37 درجة مئوية عام 2009  كما سبق له العمل في إخراج الأفلام القصيرة ومازال يعمل كممثل ومخرج وكاتب سيناريو.

## التمثيل

### المسلسلات التلفزيونية
- 37 درجة مئوية - جزئين.
- كوميدو.
- أم الحالة 2
- النشرة ال... (2013)
- هذا حنا. (2013)
- فايف جي - جزئين
- عالفرن (2015)
- المدينة الفاصلة (2017)
- وصية بدر (2020)
- الديك الأزرق (2021)
- كروموسوم (2021)
- سكر سادة (2022)

### المسلسلات الإذاعية
- العزبة - جزئين
- فرقة عطالله

### الأفلام
مثل في عدد من الأفلام السعودية القصيرة :
- طريقة صعبة - فيلم قصير
- مطر - فيلم قصير
- عايش - فيلم قصير
- كورة.. حبيبتي ؟ - فيلم قصير
- وينك ؟ - فيلم قصير
- فاصلة ونقطة - فيلم قصير
- مفاجئة لينا - فيلم قصير
- جناح الضيافة - فيلم قصير

## الإخراج

### أفلام قصيرة
- الهامس للقمر (2008)
- الموعد (2009)
- المغزى أو كيف نظرت إلى نفسي في المرآة (2010)
- كورة... حبيبتي؟! (2011)
- نص دجاجة (2013)

### أعمال تلفزيونية
- فايف جي 2 (2014)
- بدون فلتر 2 (2019)

## السيناريو

### أفلام قصيرة
- الهامس للقمر (2008)
- الموعد (2009)
- المغزى أو كيف نظرت إلى نفسي في المرآة (2010)
- كورة... حبيبتي؟! (2011)
- نص دجاجة (2013)

### أعمال تلفزيونية
- شارع المرح (2012)
- عالفرن (2015)
- بدون فلتر 2 (2019)

## روابط خارجية
- عبد الله أحمد على موقع قاعدة بيانات الأفلام العربية